# 카를 폰 오시에츠키

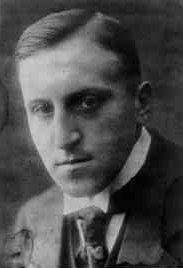
카를 폰 오시에츠키 (1915년)

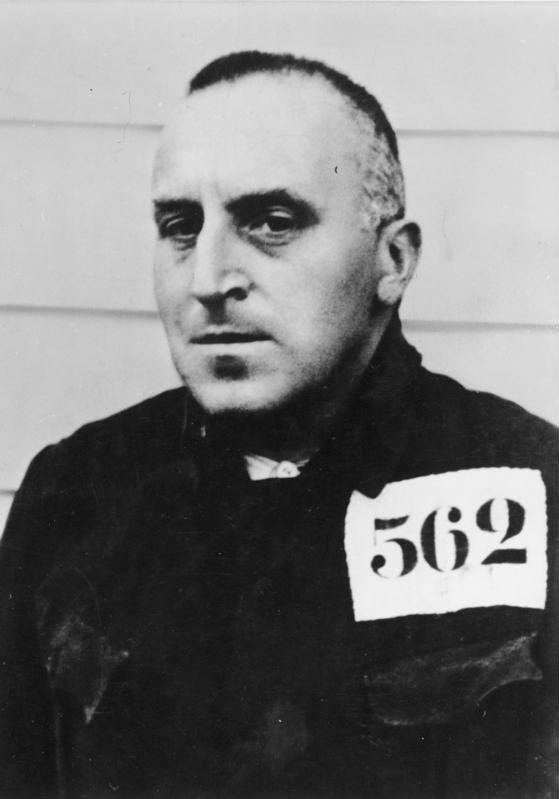
에스터베겐 강제 수용소에 수감된 카를 폰 오시에츠키 (1934년)

카를 폰 오시에츠키(Carl von Ossietzky, 1889년 10월 3일 ~ 1938년 5월 4일)는 독일의 작가이자 언론인, 급진적 평화주의자로 1935년 노벨 평화상을 수상했다.
1889년 10월 3일 함부르크에서 태어났으며 제1차 세계 대전 기간 동안 반전 운동을 적극적으로 전개했다. 1차 대전 이후에는 독일 평화 협회의 서기장을 맡았고 1927년 잡지 《세계 무대 (Die Weltbühne)》를 창간했다. 1931년에는 독일군이 베르사유 조약을 위반하고 군비 확장을 준비하고 있으며 특히 독일 공군이 소련에서 비밀리에 비행 연습을 진행하고 있다는 사실을 폭로하게 된다. 이 사건으로 인해 법원으로부터 반역 및 간첩 혐의로 기소되어 징역 1년 6개월형을 선고받게 된다.
1933년 1월 아돌프 히틀러가 이끄는 국가사회주의 독일 노동자당(나치당)이 정권을 장악한 이후에 반(反)나치즘 운동을 전개하다가 1933년 2월 28일 독일 국회의사당 방화 사건이 터진 직후에 비밀 국가 경찰 게슈타포에 강제 연행되었다. 처음에는 베를린 슈판다우 형무소에 구금되었고 나중에는 올덴부르크 에스터베겐 강제 수용소로 이송된다.
1935년 노벨 평화상 수상자로 선정되었지만 당시에는 나치 독일 당국으로부터 수감된 상태였기 때문에 시상식에 참석할 수 없었고 1936년이 되어서야 상을 받을 수 있었다. 하지만 히틀러는 그의 노벨 평화상 수상을 독일인에 대한 모독이라고 비난했고 결국 독일인의 노벨상 수상을 금지한다는 명령을 내린다. 1938년 5월 4일 에스터베겐 강제 수용소에서 결핵으로 사망했다.

## 사진

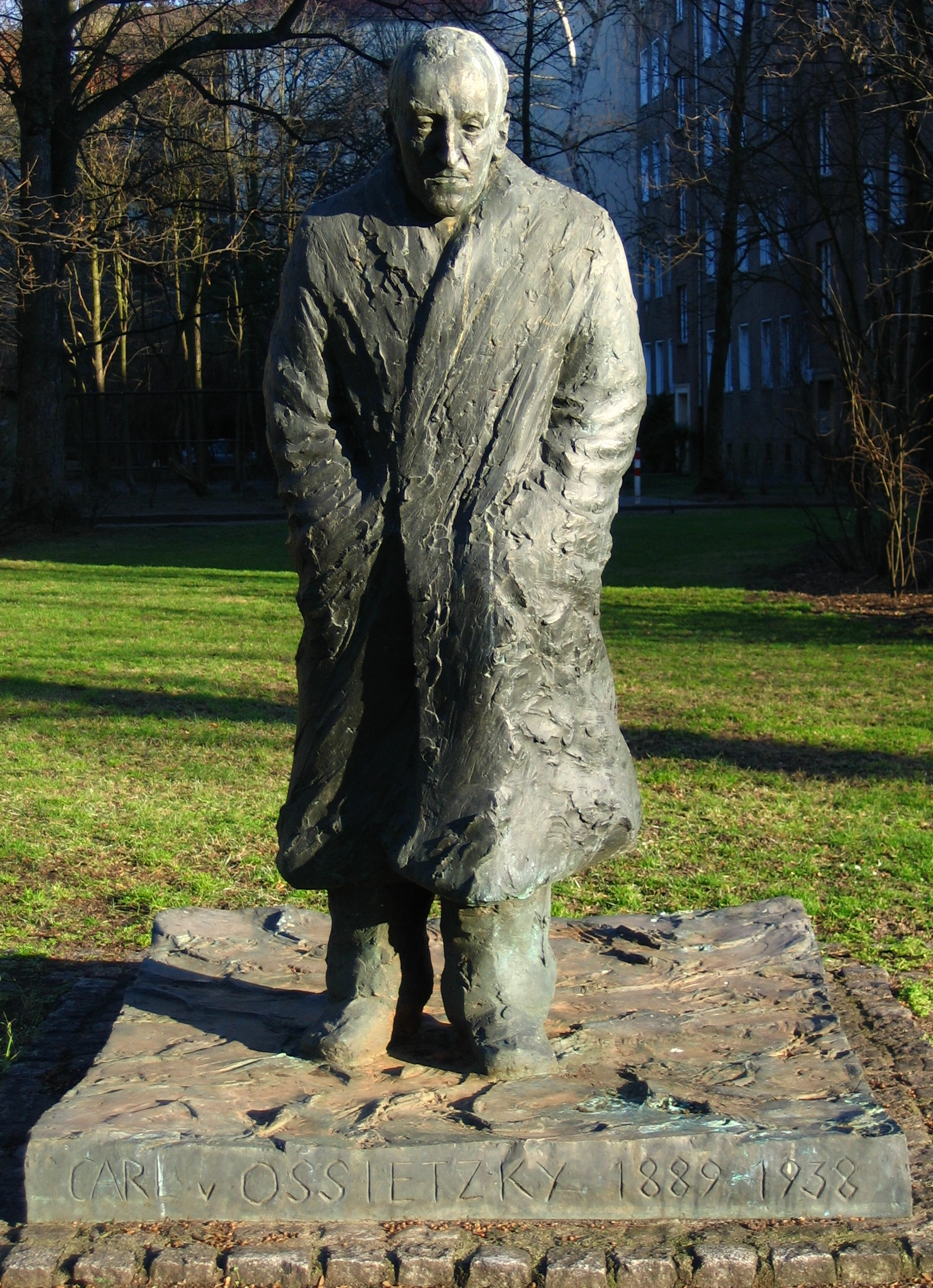
베를린 팡코구에 있는 카를 폰 오시에츠키 동상